# Acropteris
Acropteris is een geslacht van vlinders uit de familie uraniavlinders (Uraniidae). De wetenschappelijke naam is voor het eerst geldig gepubliceerd in 1832 door Carl Geyer, die Jacob Hübners werk Zuträge zur Sammlung exotischer Schmettlinge na diens dood had voortgezet.

## Soorten
- Acropteris basiguttaria
- Acropteris ciniferaria
- Acropteris costinigrata
- Acropteris hypocrita
- Acropteris illiturata
- Acropteris inchoata
- Acropteris insticta
- Acropteris iphiata
- Acropteris mendax
- Acropteris munda
- Acropteris nanula
- Acropteris nigrisquama
- Acropteris parvidentata
- Acropteris rectinervata
- Acropteris reticulata
- Acropteris rhibetaria
- Acropteris sparsaria
- Acropteris striataria
- Acropteris tenella
- Acropteris teriadata
- Acropteris vacuata